# 鍋島直知
鍋島 直知（なべしま なおとも）は、肥前小城藩の第8代藩主。

## 略伝
天明4年（1784年）5月4日、第7代藩主・鍋島直愈の長男として江戸で生まれる。寛政6年（1794年）4月、父の隠居により家督を継いだ。寛政11年12月（1800年）、従五位下・紀伊守に叙位・任官する。
文化元年（1804年）3月12日に江戸で死去した。享年21。嗣子が無かったため、異母弟の直堯が養子として跡を継いだ。

## 系譜
父母
- 鍋島直愈（父）
- タミ、本性院 ー 秀島記稔の娘、側室（母）

婚約者
- 鍋島直宜の娘

養子
- 鍋島直堯 ー 実弟